# Kabos Gyula

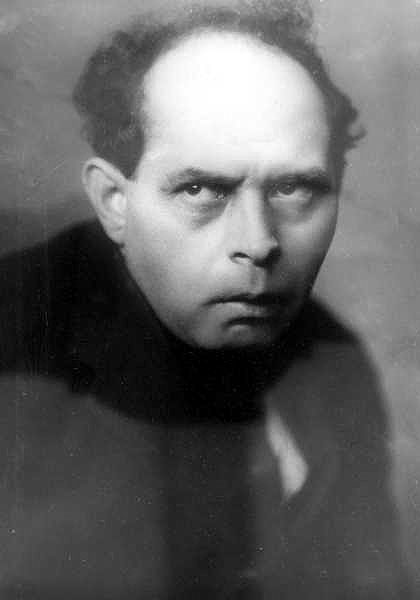
Szemjon Juskevics: Szonkin és a főnyeremény. Renaissance Színház Kabos Gyula (Szonkin)

Kabos Gyula, 1918-ig Kann (Budapest, 1887. március 19. – New York, 1941. október 6.) magyar színész, komikus.

## Életpályája
1887. március 19-én született zsidó családban Budapesten, Kann Zsigmond (1851–1930) ügynök és Meister Róza háztartásbeli fiaként. 1901 és 1905 között a Wesselényi utcai kereskedelmi iskolában tanult, mellette 1902 és 1905 között Solymosi Elek színiiskoláját végezte el. Pályáját még abban az évben Szabadkán kezdte.
Első színpadi fellépésére 1902. április 17-én a Népszínházban került sor még statisztaként. Egy operettben volt lámpavivő a kínai menyegző jelenetben, izgalmában rossz helyre lépett, s a zenekari árokba zuhant. Mivel a brácsásra esett, így a zene is abbamaradt. Erre a következőképpen emlékezett vissza: „… így lett az én első fellépésem lelépés. Szóval mindjárt a pályakezdeten azt csináltam, ami később is megmaradt szerepkörömnek: tragikus figurát alakítottam. Komikus volt, mert nevettek az emberek – tragikus volt, mert úgy megütöttem magam, hogy utána két hétig nyomtam az ágyat.”[forrás?]
1906–1907 között Zomborban, 1907–1910 között ismét Szabadkán játszott. Pályája Nagyváradon (1910–1913), majd a Király Színházban (1913–1914) és a Royal Sörkabaréban folytatódott. Az első világháború elején, 1914 és 1916 között ún. katonai pótszolgálatot teljesített egy fővárosi honvédkerületi parancsnokság segédszolgálatánál.
1916–1918 között a Kristálypalotában, a Fővárosi Orfeumban és a Télikertben, 1917-ben a Magyar Színházban és az Intim Kabaréban lépett színpadra. Nagyváradon színházalapítással próbálkozott (1918), a következő évben visszatért Budapestre. 1919-ben a Dunaparti Színház tagja lett. Ezután az alábbi budapesti színházakban lépett fel: Andrássy úti Színház, Magyar Színház, Vígszínház, Belvárosi Színház, Renaissance Színház, Pesti Kabaré, Revü, Scala, Blaha Lujza Színház, Budai Színkör.

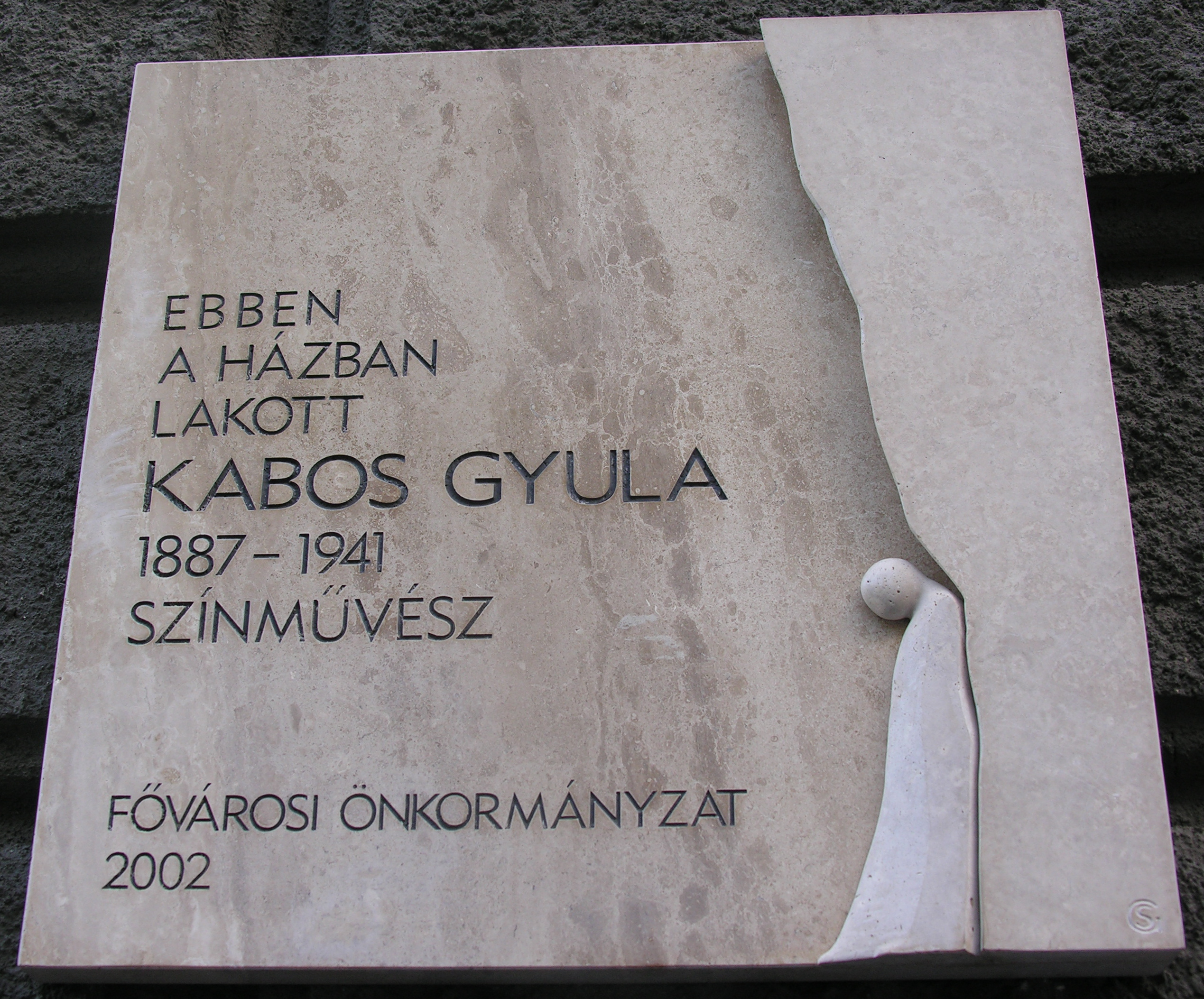
Kabos Gyula emléktáblája egykori lakhelyén, a Király utca 76. szám alatt

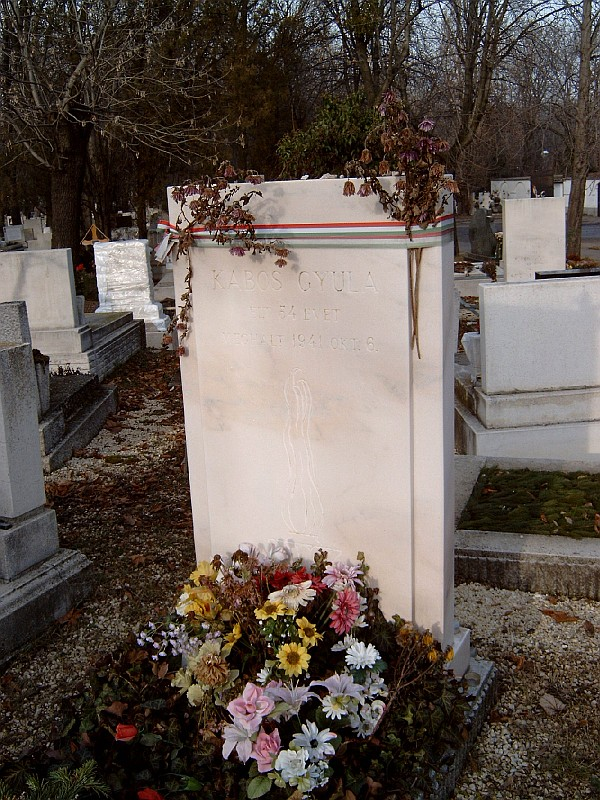
Kabos Gyula sírja Budapesten. Farkasréti temető: 1-2-457

1919. március 8-án Nagyváradon házasságot kötött Puhalag Máriával, dr. Surányi Imre hadiözvegyével, akinek férje 36 évesen az olasz fronton esett el. Neki volt egy ekkor nyolcéves lánya, Gabriella, aki ezáltal Kabos Gyula nevelt lánya lett. Nem sokkal később született meg közös gyermekük, Kabos István György.
1920 márciusa és 1923 decembere között az Andrássy úti Színház tagja volt, ahol 44 egyfelvonásos színdarabban és tréfában játszott, miközben szerzőként is működött. 1924 januárjától a Vígszínházhoz szerződött. A Renaissance Színházban kapta élete első címszerepét és első fővárosi főszerepét, Szemjon Juskevics Szonkin és a főnyeremény című tragikomédiájában – ami negyven gépírásos oldalt tett ki, melyről Kosztolányi Dezső színibírálatot írt.
1926–1929 között a Fővárosi Operettszínház tagja volt. Színi mestersége mellett 1929 novemberétől hat hónapra a színház igazgatója lett, amit Fővárosi Művész Színházra keresztelt át. Először Zsolt Béla Erzsébetváros c. darabját mutatták be, amely vezetése alatt a színház legnagyobb sikere volt. Igazgatói vállalkozása azonban hamarosan megbukott, és elvesztette vagyonát.
1931-ben megkapta a Hyppolit, a lakáj filmvígjátékban Schneider Mátyás szerepét.
1935–1937 között a Vígszínházhoz, 1937–38-ban a Magyar és az Andrássy Színházhoz kötötte szerződés. 1938. április 8., az első zsidótörvény után nem engedték színpadra lépni. Az erősödő antiszemitizmus miatt családjával az Egyesült Államokba települt. Fiát a londoni egyetem automérnöki karára küldte tanulni, majd feleségével útnak indult külföldre. Budapestről Oostendébe mentek, majd onnan Doverbe, s 1939. február 1-jén indultak el Southamptonból a 28 000 tonnás Paris nevű tengerjáró hajón, amely 1939. február 11-én kötött ki New Yorkban.
Amerikában alkalmi fellépésekkel szórakoztatta a magyarul tudó közönséget. Filmvállalatok közül egyik sem alkalmazta, teljesen mellőzték és utolsó évei keserűségben teltek. 1941 őszén egy kis brooklyni színház színpadán kapta első szívrohamát, de orvosai tanácsát figyelmen kívül hagyva tovább játszott, és a harmadik szívroham után kórházba került. Tüdőgyulladást kapott. Élete utolsó két hetét már oxigénsátorban töltötte.
1941. október 6-án hunyt el New Yorkban. A New Jersey állambeli Emerson város Cedar Park-i temetőjében Kobas néven temették el, és sírjára csak jóval később akadtak rá. 1996. november 30-án temették újra a Farkasréti temetőben.
„Pályáját mint táncoskomikus kezdte, majd a pesti kabaré utánozhatatlan egyénisége lett, s maradandót alkotott vígjátékokban, komikus és tragikomikus szerepekben is. Hadaró és dadogó beszéddel, eszköztelen játékkal, félszeg mozdulatokkal, groteszk mimikával teremtett figuráját számos, 1931–1938 között készült film őrzi.”
Felesége több mint nyolc évvel élte túl, 1950. január 25-én hunyt el Budapesten.

## Emlékezete
1994-ben az ő tiszteletére alakult meg a Kabos Gyula Társaság. Alapítói Mikó István, Székhelyi József és Szombathy Gyula voltak. 1997-ben megalapították a Kabos Gyula-díjat.
Kabos László az ő tiszteletére vette fel a Kabos nevet, oldalági rokonok voltak.

## Filmjei
- Pufi cipőt vásárol (1914, rövid, játék)
- Sackerheits Taendstiker – A gyufa (1917–1918, rövid, játék)
- Székelyvér (1922, szkeccs)
- Hyppolit, a lakáj (1931)
- Hathengeres szerelem (1932, Budapesten készült)
- Piri mindent tud (1932)
- Repülő arany (1932, francia–magyar)
- Mindent a nőért (1933)
- Meseautó (1934)
- Márciusi mese (1934)
- Lila akác (1934)
- Az új rokon (1934)
- Emmy (1934)
- Az iglói diákok (1934)
- Köszönöm, hogy elgázolt (1935)
- Ez a villa eladó (1935)
- Budai cukrászda (1935)
- Elnökkisasszony (1935)
- Halló Budapest! (1935)
- Címzett ismeretlen (1935)
- Az okos mama (1935)
- A csúnya lány (1935)
- Szenzáció (1936)
- Nászút féláron (1936)
- Három sárkány (1936)
- Dunaparti randevú (1936)
- Fizessen nagysád! (1937)
- Hetenként egyszer láthatom (1937)
- Lovagias ügy (1937)
- Torockói menyasszony (1937)
- Pesti mese (1937)
- Szerelemből nősültem (1937)
- Hotel Kikelet (1937)
- Viki (1937)
- A harapós férj (1937)
- A kölcsönkért kastély (1937)
- 120-as tempó (1937)
- Úrilány szobát keres (1937)
- 300 ezer pengő az utcán (1937)
- Maga lesz a férjem (1937)
- Hol alszunk vasárnap? (1937)
- Az én lányom nem olyan (1937)
- Pillanatnyi pénzzavar (1938)
- Döntő pillanat (1938)
- Borcsa Amerikában (1938)
- Beszállásolás (1938)
- Rozmaring (1938)
- Fehérvári huszárok (1938)
- Papucshős (1938)
- Emlékalbum (1954, rövid összeállítás)
- A felejthetetlen komikus, Kabos Gyula (1960, snittfilm)

## Fontosabb színházi szerepei
- Lamotte (Carl Millöcker: Boszorkányvár, Szabadka, 1909)
- Ficsúr (Molnár Ferenc: Liliom, Szabadka, 1910)
- Drinkwater (George Bernard Shaw: Brassbound kapitány megtérése, Szabadka, 1910)
- Magántanár úr (Havas Emil: A magántanár úr, Szabadka, 1910)
- Inas (Buchbinder Bernát: A muzsikus lány, Nagyvárad, 1910)
- Hoffmann (Jacques Offenbach: Hoffmann meséi, Nagyvárad, 1911)
- Styx Jankó (Offenbach, Jacques: Orpheus az alvilágban, Nagyvárad, 1913)
- Adóhivatalnok (Tersánszky Józsi Jenő: Szidike, Magyar Színház, 1923)
- Jancsó Kálmán (Bús Fekete László: Mihályiné két lánya, Belvárosi Színház, 1924)
- Lopahin (Csehov: Cseresznyéskert, Vígszínház, 1924)
- George (Jerome K. Jerome: Fanny és a cselédkérdés, Vígszínház, 1925)
- Szonkin (Szemjon Juskevics: Szonkin és a főnyeremény, Renaissance Színház, Bp., 1925)
- Borbolya Flórián (Szilágyi László–Zerkovitz Béla: Muzsikus Ferkó, Budai Színkör, 1926)
- Chabory Michel (Lakatos László: Hotel Napoleon, 1927)
- Roy Lane (Philip Dunning–George Abbott: Broadway – Roy Lane, Fővárosi Operettszínház, 1927)
- A nevető ember (Boross Elemér: Egy ember, aki folyton nevet, Fővárosi Művész Színház, 1929)
- Doktor Fekete (Lengyel József: A nagy börtön, tíz kép a szibériai hadifoglyok életéből, Fővárosi Operettszínház, 1929)
- Duci gróf (Bródy István: Kikelet ucca 3., Fővárosi Operettszínház, 1929)
- Huber Berci (Balassa Emil–Mihály István: Te nem ismered Verát!, Fővárosi Művész Színház, 1929)
- Kardos (Zsolt Béla: Erzsébetváros, Fővárosi Művész Színház, 1929)
- Wunder (Herczeg Géza: Csodabár, Fővárosi Operettszínház, 1930)
- Cziha Tóni (Emőd Tamás–Török Rezső: A harapós férj, Fővárosi Operettszínház, 1931)
- Oppenheim (Lajtai Lajos: A Rotschildok, Fővárosi Operettszínház, 1931)
- Dr. Sáfrány (Eisemann Mihály–Éri Halász Imre–Békeffi István: Egy csók és más semmi, Magyar Színház, 1932)
- Marmeladov (Dosztojevszkij: Bűn és bűnhődés, Magyar Színház, 1933)
- Musztafa bej (Ábrahám Pál: Bál a Savoyban, Magyar Színház, 1934)
- Virág (Hunyady Sándor: Lovagias ügy, Pesti Színház, 1934)
- Bárány Domokos (Fodor László: Érettségi, Pesti Színház, 1935)
- Gábriel, a hivatali szolga (André Birabeau: Fiam, a miniszter úr, Vígszínház, 1936)
- Altiszt-atya (Békeffi István–Stella Adorján: Holnap ágyban marad, 1937)
- Hammerschmidt (László Miklós: Illatszertár, Vígszínház, 1937)

## Könyvei
- Pesten kezdődött…! Kabos Gyula film-regénye; Royal Printing Co., Cleveland, 1940
- Öcsém…; The Feldman Press, New York, 1941